# قلعة البحرين

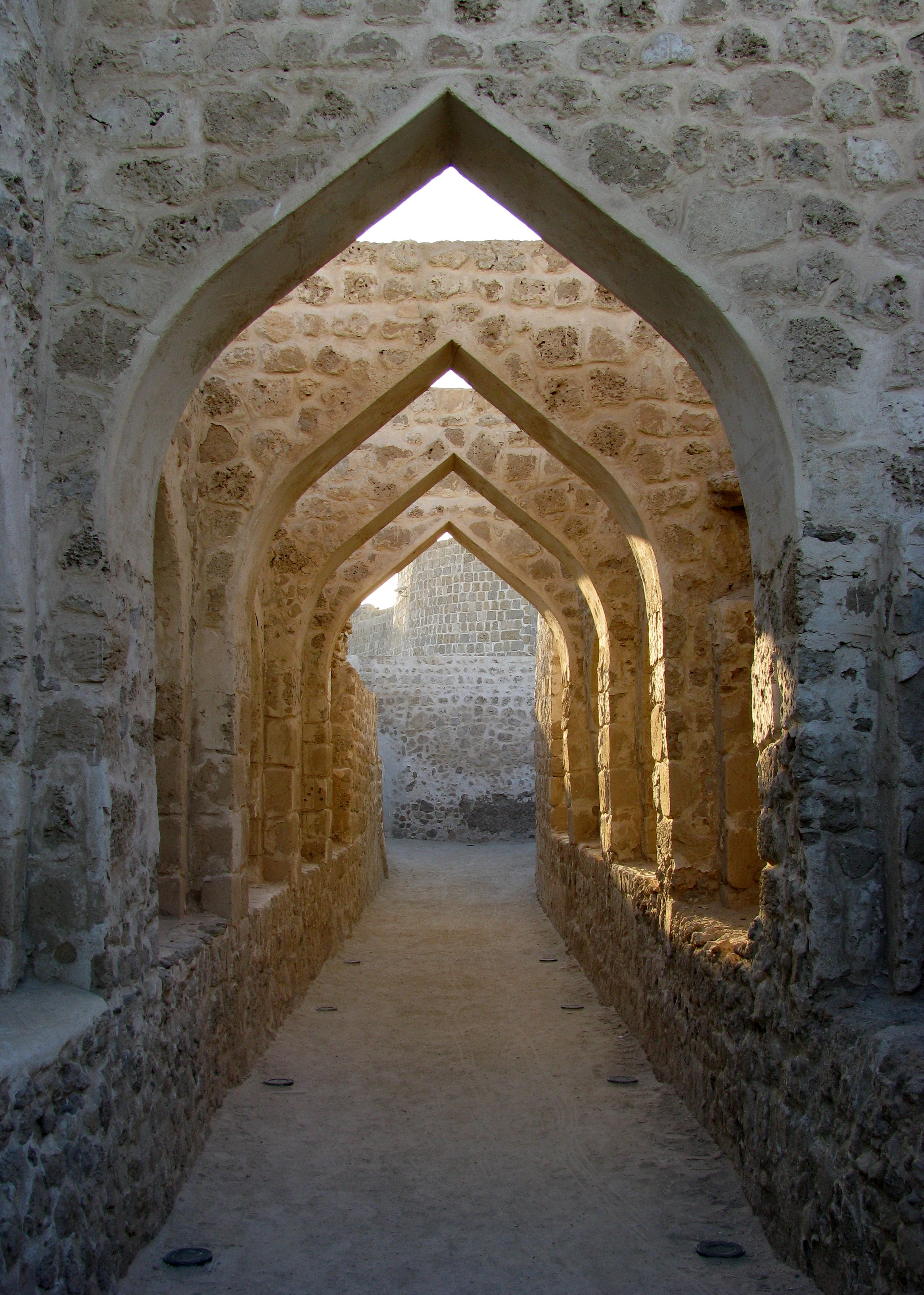

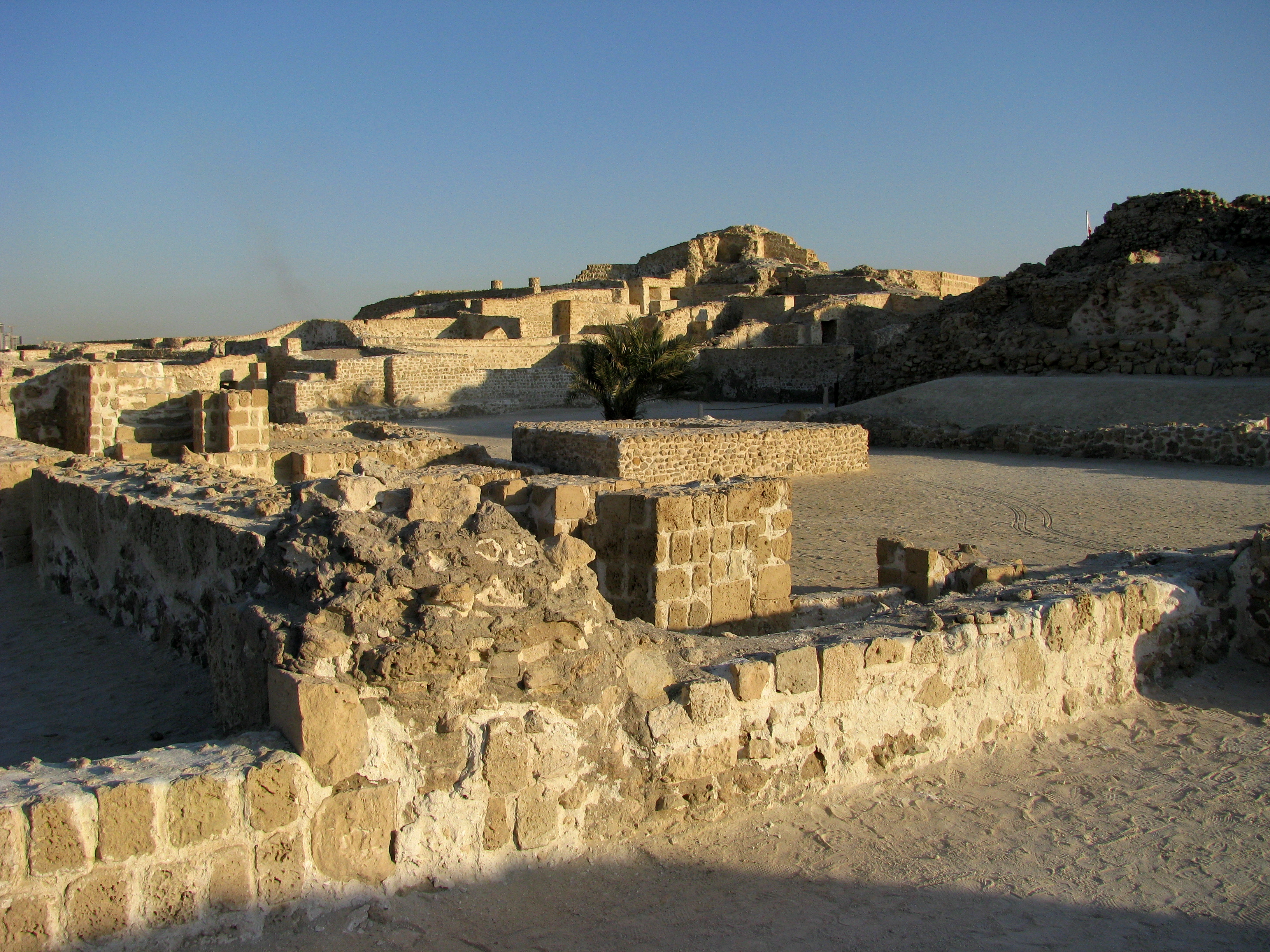

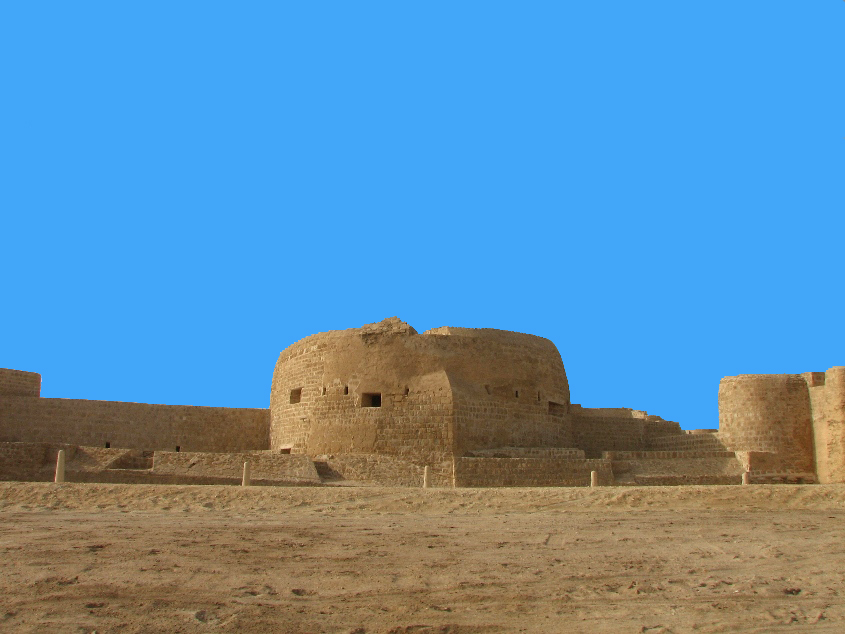

قلعة البحرين، أو قلعة البرتغال هي قلعة تقع في ضاحية السيف. تقع على شاطئ البحر في الجهة الشمالية من جزيرة البحرين وهو محصور ما بين قرية كرباباد من الشرق وقرية حلة عبد الصالح من الجنوب والغرب. وهذا الموقع كبير جداً إذ أنه يشكل في الواقع المركز الرئيسي لحضارة دلمون ويتمثل ذلك في هضبة القلعة حيث يحيط بها سور المدينة الضخم ويضم هذا الموقع قلعة البحرين القصر الإسلامي، المدن الدلمونية وميناء دلمون. وشكلت القلعة المبينة على تل واسع الموقع الرئيسي لبحوث وحفريات البعثة الأثرية الفرنسية، حلّت البعثة الفرنسية في القلعة محل البعثة الدانماركية التي اكتشفت الموقع في الخمسينات وكان يرأس البعثة الدانماركية بيدر فيليم جلوب وجيفري بيبي، وتؤكد هذه البحوث والحفريات أن هذه المنطقة السكنية الممتدة على مساحة 17.5 هكتار كانت مأهولة دون انقطاع خلال الفترة الواقعة بين 2300 قبل الميلاد إلى القرن الثامن عشر، أنها كانت بدون شك العاصمة القديمة للبحرين، لقد شيّد ملوك هرمز حصن فارسي واسع في موقع القلعة على مرحلتين في القرن الرابع عشر والقرن الخامس عشر ومن ثم قام البرتغاليون بتحصين هذا الحصن وذلك ببناء استحكامات على زوايا الحصن، يزيد عمق طبقات الموقع عن ثمانية أمتار تراكمت على مرّ العصور في ثناياها عدة مدن بنيت فوق بعضها البعض. البعثة الفرنسية للموقع ومنهم الباحثة مونيك كوفران ركزت حتى نهاية 1988 على فترتين تاريخيتين قريبتين وهما الحقبة الإسلامية والحقبة البرتغالية فاهتمت بدراسة المباني الرئيسية الدفاعية كالحصن الصغير المطلّ على البحر الذي من الممكن أن يكون قد شيّد في عصر الساسنيد والذي رمّم في القرن الثالث عشر، ومنذ 1989 بدأ الفريق الفرنسي الثاني برئاسة بيير لومبار يهتم بمجمع عمراني كبير يمثل عصور دلمون القديمة(حوالي 2300 إلى 1800 قبل الميلاد) ودلمون المتوسطة (من منتصف الألفية الثانية قبل الميلاد) ودلمون الحديث (النصف الأول من الألفية الأولى قبل الميلاد)، من أهم اكتشافات البعثة الفرنسية هو اكتشاف طبقات عصور دلمون الأوسط حيث وجدت في ثناياها الكثير من الألواح الطينية التي تعتبر الأرشيف الإداري الذي كتب باللغة المسمارية وهذا شاهد على احتلال كاسيد بابل للمدينة، تشكل هذه الألواح وما زالت أقدم أرشيف كاسيدي تم الكشف عنه في الشرق الأوسط كما تعكس طبيعة الكتابة المسمارية الساحلية.

## البناء الأول
لقد بُنيت هذه القلعة من قبل حكام عرب محليين في القرن الرابع عشر الميلادي على مباني تعود لفترات مختلفة وتتكون من أربعة أبراج دائرية في كل زاوية برج وبعض الغرف الخاصة بالذخيرة والغرف الخاصة بالجند.

## البناء الثاني
لقد جدد البناء الأول من قبل حكام عرب محليين وتم توسعة القلعة من الخارج وذلك ببناء سور خارجي خلف السور الأصلي مع إضافة أبراج جديدة دائرية الشكل. برجان في وسط الجدار الغربي وبرجان في وسط الجدارين الشمالي والجنوبي.

## البناء الثالث
بعد اكتشاف رأس الرجاء الصالح قام البرتغاليون باحتلال الساحل الممتد من رأس الرجاء الصالح إلى الهند بقيادة الأدميرال (الفونسو البوكيرك) ولقد استولوا على البحرين في الفترة من 1521 – 1602 م.
وفي تلك الفترة لفت انتباههم موقع قلعة البحرين الاستراتيجي واستخدموها قاعدة عسكرية لهم.
وفي أثناء الاحتلال قرروا بناء إضافات جديدة في وسطها مثل بناء مقر خاص للقائد كما قاموا بتوسيع سور القلعة وأضافوا أربعة أبراج مربعة الشكل.

## الحصن الإسلامي
يقع في الجهة الشمالية شمالي سور المدينة ويعود تاريخه إلى الفترة من 100م – 1400 م مبنى على جدران تعود لفترة تايلوس، وهو على شكل مربع طول كل ضلع من أضلاعه 52 متراً وفي كل زاوية يوجد برج دائري وفي منتصف كل جدار برج على شكل نصف دائرة، ما عدا الجدار الغربي فإنه يتوسط برجان على شكل ربع دائرة. حيث يشكلان معاً المدخل الرئيسي وفي كل برج فتحات للرماية وتتوسطه فناء مربع وفيه أربعة ممرات تتعامد وتنفتح على الفناء وتوجد به مجموعة كثيرة من الغرف ومدبسة لتخزين واستخراج عصير التمور (الدبس).

## الميناء الدلموني
يقع هذا الميناء في الجهة الشمالية من سور المدينة والذي يعتبر في الواقع البوابة الرئيسية لدلمون إذ أن السفن التجارية القادمة من الشرق والشمال والغرب لا بد أن تمر بهذا الميناء المتصل بقناة عميقة تمتد إلى وسط البحر. ولقد وصلت إلى هذا الميناء السفن الشراعية القادمة من بلاد وادي السند وفارس وبلاد ما بين النهرين وعمان والكويت والمنطقة الشرقية بالمملكة العربية السعودية.
في هذا الميناء تم اكتشاف مجموعة من الأوزان والأختام المستخدمة في ختم البضائع وفي الجهة الجنوبية من البوابة توجد مكاتب الجمارك وغرف التخزين ومواقف خاصة للنقل وبئر المياه.
ونظراً لأهمية هذا الميناء فإنه جدد وأضيفت عليه بعض التعديلات وهو يعاصر المدن الدلمونية.

## المدن الدلمونية

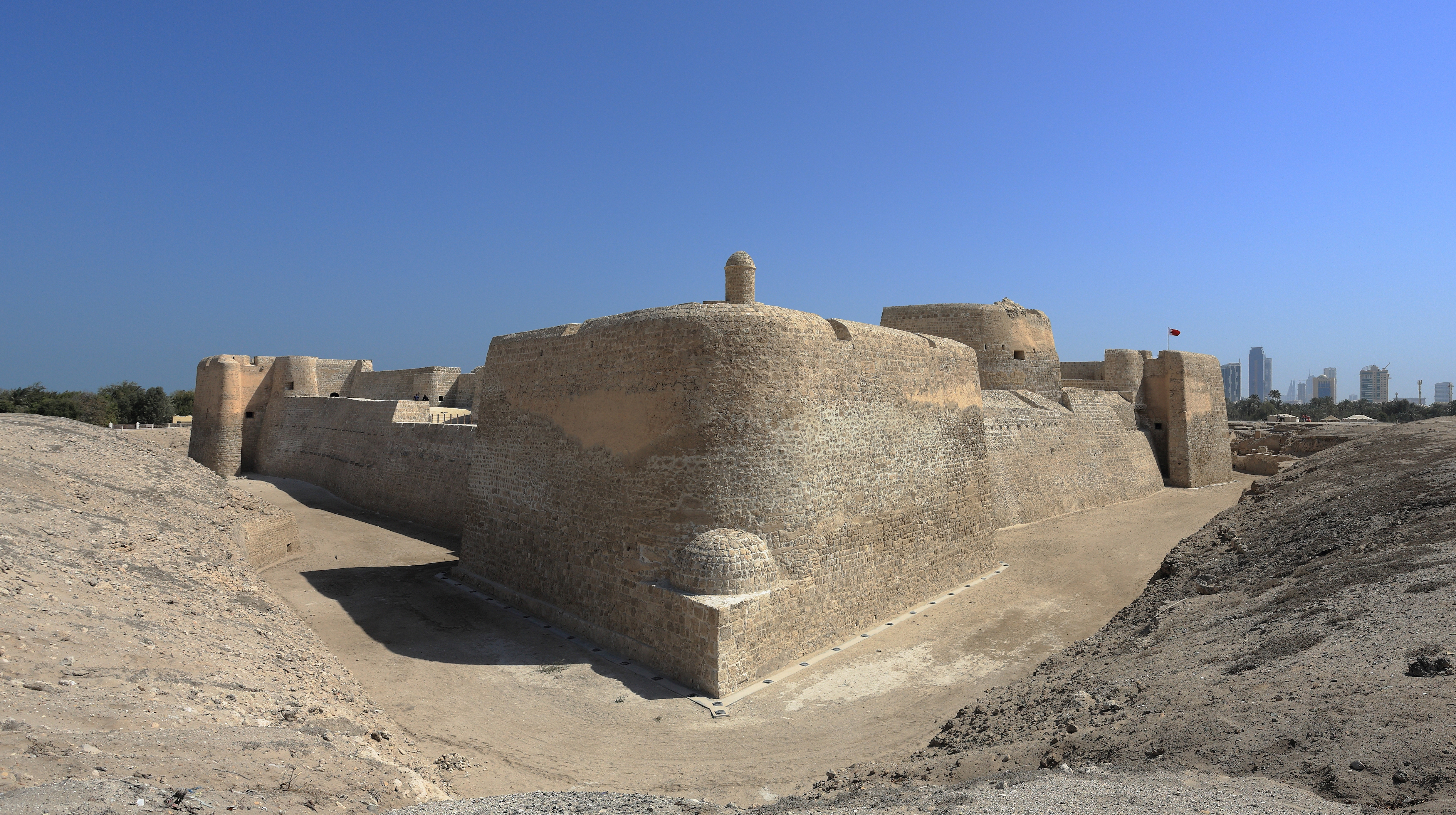
قلعة البحرين

تشكل هضبة قلعة البحرين مجموعة من المدن مبنية فوق بعضها البعض ويحيط بها سور ضخم طول الجدار من الشرق إلى الغرب 750 متراً وطوله من الشمال إلى الجنوب 360 متراً ويبلغ أقصى نقطة ارتفاع عن مستوى سطح البحر حوالي 12 متراً. وتعتبر في الواقع إحدى عجائب الدنيا لما تحتويه من مباني ضخمة مبنية فوق بعضها البعض. ولقد تمكن علماء الآثار من خلال دراسة الطبقات ومقارنة الفخار المكتشف بفخار وادي الرافدين من تمييز خمس مدن تعود لست فترات تاريخية.

### المدينة الأولى
تضم هذه المدينة المبنية على الأرض البكر فترتين زمنيتين هما الفترة المبكرة والتي يرجع تاريخها من 2800 ق.م – 2300 ق.م حيث تم اكتشاف مجموعة من الكسر الفخارية ربما أن الجزء المنقب لم يكتشف فيه بقايا المباني أو أنها كانت مبنية بسعف النخيل.
أما الفترة الأخرى فهي دلمون الأولى والتي يرجع تاريخها للفترة المحصورة ما بين 2300 قزم – 1800 ق.م
ولقد تم العثور على كسر فخارية مختلفة وبعض الجدران المبنية بالحجارة والطين.

### المدينة الثانية
تضم هذه المدينة فترة دلمون المتوسطة وتؤرخ في الفترة المحصورة ما بين 1800ق.م –750ق.م. وفي هذه الفترة وصلت حضارة دلمون إلى قمة ذروتها في الازدهار ولعبت دوراً نشطاً في التجارة والعلاقات الخارجية مع الحضارات الأخرى العريقة وتركت لنا بصمات هذا النمو الحضاري واضحاً على المباني الضخمة والتي استخدمت في بنائها الحجارة الكبير جداً والمقطوعة على شكل قوالب والمصفوفة بشكل منتظم والممسوحة بمادة الجص، ولقد تم اكتشاف معبد له بوابة روعة في فن البناء ويتوسطه قاعة في وسطها قاعدتين لعمودين وبعض الغرف بالإضافة إلى مدبسة لتخزين واستخراج عصير التمور.

### المدينة الثالثة
بنيت هذه المدينة في فترة دلمون المتأخرة والتي تؤرخ في الفترة المحصورة ما بين 750 ق.م – 325 ق.م ولقد تم اكتشاف مجموعة من المباني الممسوحة جيداً بالجص وأهم المباني هو قصر ملك المسمىِ (قصر اوبيرى) كما تم اكتشاف مجموعة من الأواني الفخارية التي تضم عظام أو هياكل الأفاعي وهي مدفونة في أرضيات الغرف. هذا بالإضافة إلى بعض الغرف والحمامات. كما تم العثور على مجموعة من التوابيت المستخدمة كمدافن.

### المدينة الرابعة
بنيت هذه المدينة في فترة تايلوس والتي تؤرخ في الفترة المحصورة ما بين 325 ق.م – 622 م وهي تعتبر مزج لمجموعة من الحضارات الشرقية والحضارة الغربية والحضارة المحلية ولقد تم اكتشاف مجموعة من الغرف المبنية بالحجارة والممسوحة بمادة الجص كما تم اكتشاف مجموعة من العملات الفضية التي تعود لالإسكندر المقدوني.

### المدينة الخامسة
هذه المدينة تعود للفترة الإسلامية والتي تؤرخ في الفترة المحصورة ما بين 622-1400م. ولقد تم اكتشاف في هذه المدينة مجموعة من المباني المبنية بالحجارة الصغيرة والممسوحة بمادة الجص وتمثل هذه المباني منازل صغيرة يتكون كل منزل من غرفتين وحمام ومدبسة وفناء، كما تم اكتشاف سوق مركزي يضم مجموعة من الدكاكين المتقابلة والتي تمتد من الشرق إلى الغرب.

## معرض صور

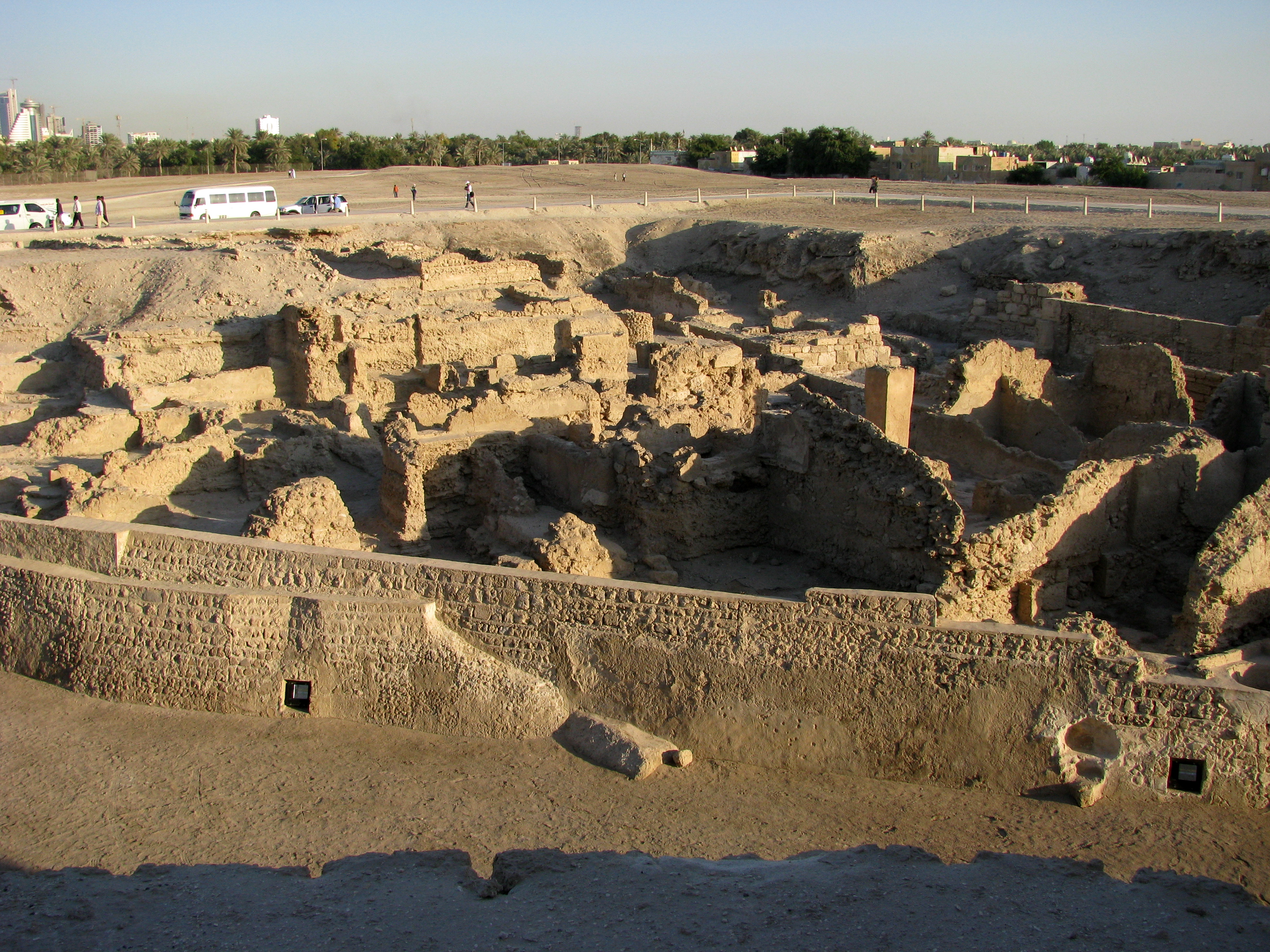
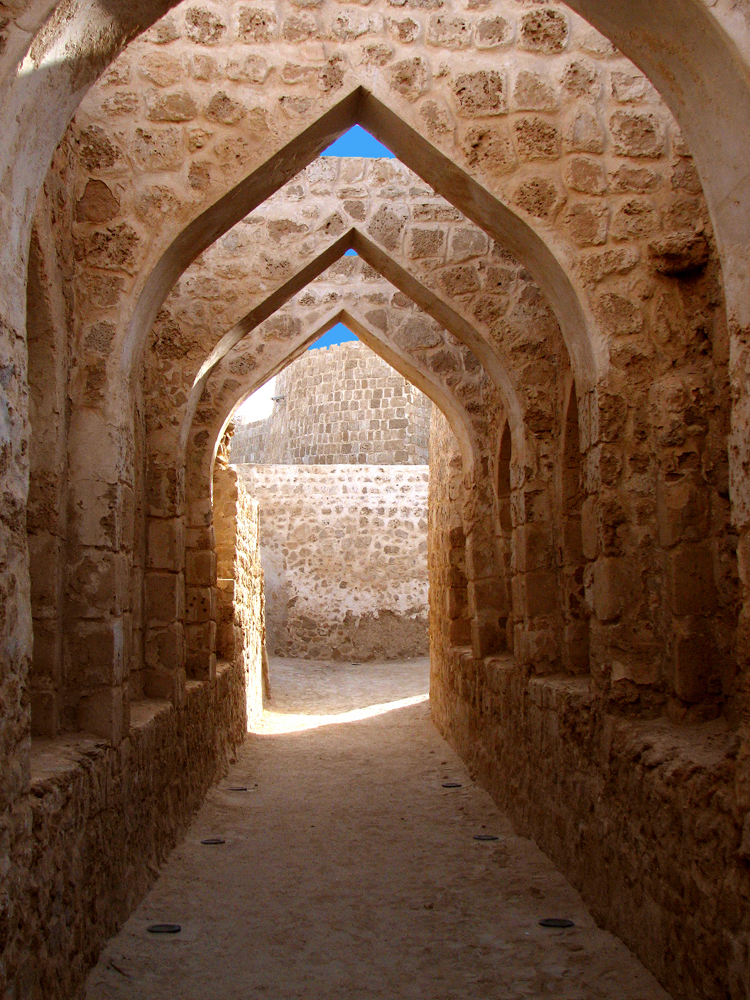
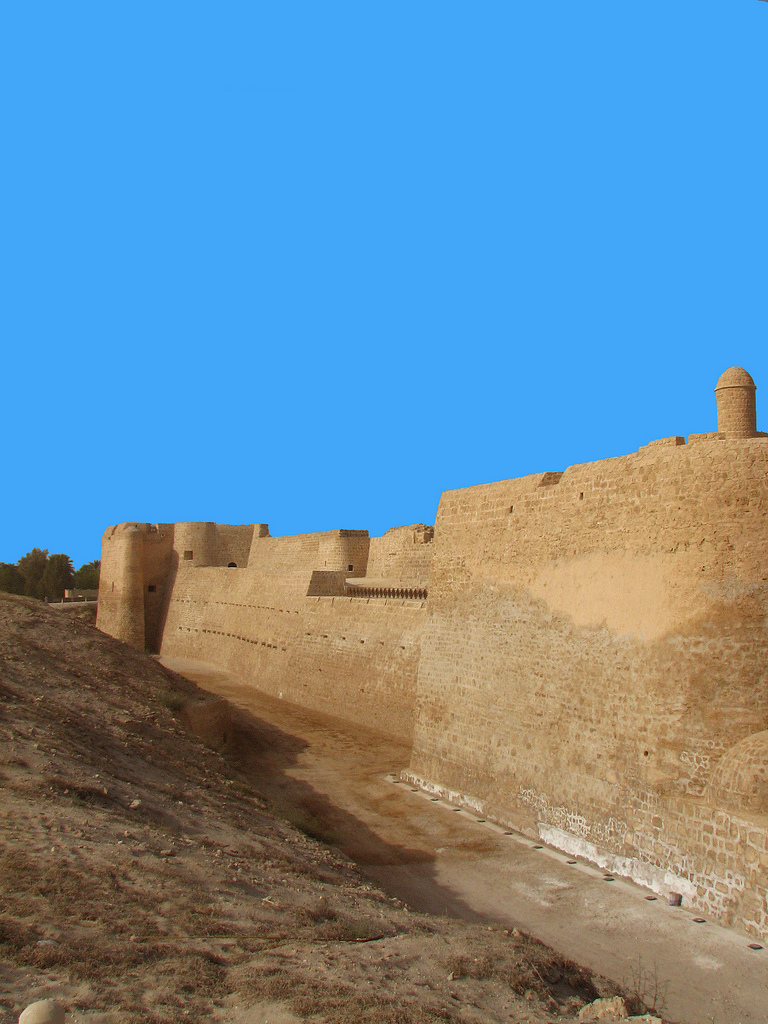
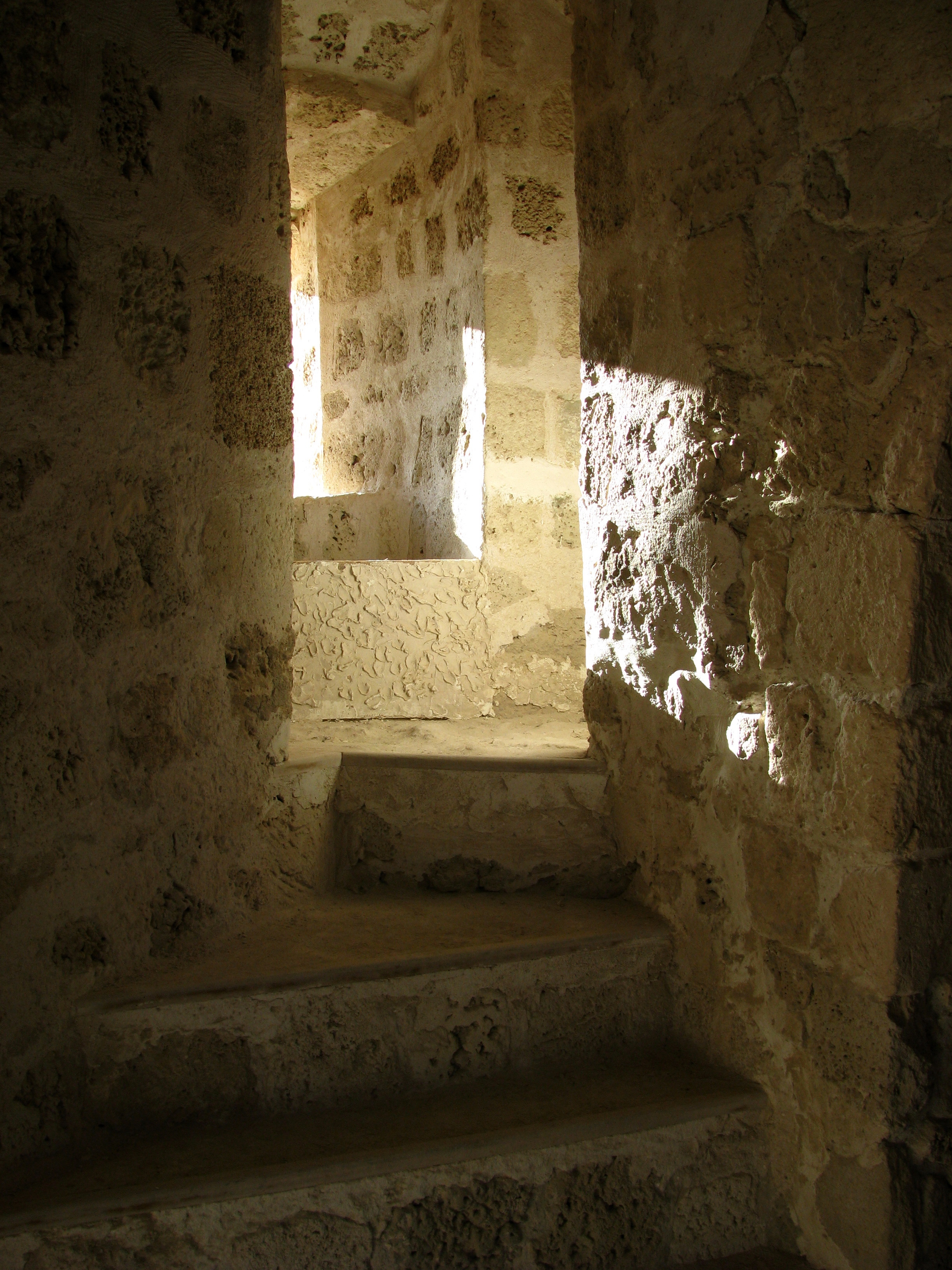